# Cydistomyia parasol
Cydistomyia parasol är en tvåvingeart som beskrevs av Philip 1959. Cydistomyia parasol ingår i släktet Cydistomyia och familjen bromsar. Inga underarter finns listade i Catalogue of Life.